# Ameysford
Ameysford – wieś w Anglii, w hrabstwie Dorset. Leży 40 km na wschód od miasta Dorchester i 146 km na południowy zachód od Londynu.